# Kazimír I. Kujavský
Kazimír I. Kujavský (polsky Kazimierz I kujawski, 1211? – 14. prosince 1267, Inowrocław) byl kníže kujavský (1233–1267), velkopolský (1239–1261), sieradzký (1247–1261), lenčický (1247–1267) a dobřiňský (1248–1267) z dynastie Piastovců.

## Život
Byl druhým synem Konráda I. Mazovského a jeho ženy Agafie, dcery Svjatoslava III. Volyňského. Roku 1233 obdržel od otce kujavské knížectví. V roce 1239 se oženil s Konstancií, dcerou Jindřicha II. Pobožného a věnem získal území Velkopolska. V následujících letech aktivně podporoval otcovu dobrodružnou politiku a v roce 1242 dobyl Gdaňsk.
V roce 1247 zemřel Kazimírův otec, který odkázal většinu území Kazimírovu staršímu bratrovi Boleslavovi. S tím Kazimír nesouhlasil, a proto na Boleslava útočil. Ten v následujícím roce na jaře nečekaně zemřel bez potomků. Po bratrově smrti připadlo Mazovsko mladšímu Kazimírovu bratrovi Zemovitu I. Kazimír ovšem využil zmatků a od Mazovska odtrhl Dobřiň.
V roce 1250 se Kazimír pokusil navázat mírové vztahy se svými baltskými sousedy. Jeho snaha nebyla podporován Řádem německých rytířů, který měl papeže na své straně. Plán selhal a Kazimír v zájmu zajištění severní hranice svého území apeloval na templáře, kteří se usadili v Lukowu. To se podařilo v roce 1263, kdy se vztahy s Řádem německých rytířů urovnaly.
Když v roce 1253 papež Innocenc IV. přiznal krakovskému knížeti Boleslavovi a Kazimírovi Podlašské vojvodství, počali tam jako první šířit křesťanství.
Mezitím Kazimír čelil dalším problémům. V roce 1258 se Boleslav Pobožný spojil s Vartislavem III. Pomořanským. Prohlásiv, že Kazimír dostal území Velkopolska od Jindřicha Pobožného neprávem, zahájil útok proti Kazimírovi. Útok se nezdařil, ale Boleslav se nevzdal. Následujícího roku se spojil s Boleslavem V. Stydlivým (Kazimírovým bratrancem), Zemovítem Mazovským a Danielem Haličským a uspěl. Kazimír ztratil Velkopolsko i Sieradz. Mírová jednání byla obtížná a vyžadovala nový útok proti Kazimírovi v roce 1261. Kazimírův syn Lešek II. Černý využil oslabení svého otce a nárokoval si dědictví; poté obdržel od Zemovíta Sieradz.
Kazimír I. Kujavský zemřel 14. prosince 1267 a byl pochován v katedrále ve Włocławeku.

## Manželky a potomci
1. manželství ∞ 1233 Hedvika (okolo 1218 – okolo 1235), podle některých historiků dcera Vladislava Odonice Velkopolského.
2. manželství ∞ 1239 Konstancie Vratislavská († 23. únor 1257)
- Lešek II. Černý (okolo 1240 – 30.9. 1288)
- Siemomysl Kujavský (mezi 1241 a 1245 – 1287)
- Adéla (okolo 1248–1291), jeptiška

3. manželství ∞ 1257 Eufrosina Opolská († 1292)
- Vladislav I. Lokýtek (okolo 1261 – 2. března 1333)
- Kazimír II. Lenčický (mezi 1262 a 1265 – 10. června 1294)
- Zemovít Dobřiňský (mezi 1262 a 1267 – mezi 1309 a 1314)
- Eufémie (okolo 1265–1308)

## Vývod z předků

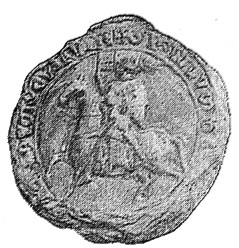
pečeť Kazimíra I. Kujavského